# Nymphargus
Nymphargus is een geslacht van kikkers uit de familie glaskikkers (Centrolenidae). De groep werd voor het eerst wetenschappelijk beschreven door Diego Francisco Cisneros-Heredia & Roy Wallace McDiarmid in 2007.
Het geslacht telt 35 soorten en is pas in 2007 erkend. De soorten komen voor in Zuid-Amerika; Bolivia, Colombia, Ecuador en Peru.

## Soorten
Geslacht Nymphargus
- Soort Nymphargus anomalus
- Soort Nymphargus armatus
- Soort Nymphargus bejaranoi
- Soort Nymphargus buenaventura
- Soort Nymphargus cariticommatus
- Soort Nymphargus chami
- Soort Nymphargus chancas
- Soort Nymphargus cochranae
- Soort Nymphargus cristinae
- Soort Nymphargus garciae
- Soort Nymphargus grandisonae
- Soort Nymphargus griffithsi
- Soort Nymphargus ignotus
- Soort Nymphargus lasgralarias
- Soort Nymphargus laurae
- Soort Nymphargus luminosus
- Soort Nymphargus luteopunctatus
- Soort Nymphargus mariae
- Soort Nymphargus megacheirus
- Soort Nymphargus mixomaculatus
- Soort Nymphargus nephelophila
- Soort Nymphargus ocellatus
- Soort Nymphargus oreonympha
- Soort Nymphargus phenax
- Soort Nymphargus pluvialis
- Soort Nymphargus posadae
- Soort Nymphargus prasinus
- Soort Nymphargus puyoensis
- Soort Nymphargus rosada
- Soort Nymphargus ruizi
- Soort Nymphargus siren
- Soort Nymphargus spilotus
- Soort Nymphargus truebae
- Soort Nymphargus vicenteruedai
- Soort Nymphargus wileyi

Centrolene · Chimerella · Cochranella · Espadarana · Nymphargus · Rulyrana · Sachatamia · Teratohyla · Vitreorana